# Aeroporto di Baia Mare-Tăuții Măgherăuș
L'Aeroporto di Baia Mare-Tăuții Măgherăuș (IATA: BAY, ICAO: LRBM) è un aeroporto romeno situato a Tăuții-Măgherăuș, 10 km a ovest della città di Baia Mare, lungo l'autostrada DN1C in direzione di Seini, nel territorio del Distretto di Maramureș. La struttura, posta all'altitudine di 184 m (605 ft), è costituita da un terminal passeggeri ed una torre di controllo ed è dotata di una pista d'atterraggio con fondo in calcestruzzo lunga 1 800 m e larga 30 m con orientamento 10/28.
L'aeroporto è gestito dal consiglio distrettuale di Maramureș ed è aperto al traffico commerciale.

## Storia
La struttura è sorta nel 1964, quando venne iniziata la costruzione della pista d'atterraggio in calcestruzzo dalla lunghezza di 1 400 m. Dal 1966 iniziarono ad operare dei voli su breve e medio raggio. La pista venne in seguito ampliata, tra il novembre 1977 e il giugno del 1979, e portata all'attuale estensione di 1 800 per 30 m con un'ulteriore spazio laterale di 7,5 m per lato.